# Toledo Museum of Art
El Toledo Museum of Art és un museu d'art situat a la ciutat de Toledo, Ohio, als Estats Units. Conté obres catalanes, com les pintures murals romàniques de Sant Llorenç d'Isavarre i de Sant Iscle i Santa Victòria de Surp (Pallars Sobirà) i part del claustre de Santa Maria d'Espirà de l'Aglí; havia tingut olis d'Hermen Anglada Camarasa (el famós La gata rosa, c. 1911) i de Josep Mompou (Tossa, la platja, 1932), que varen ser venuts a començaments del segle xxi. Hom hi pot admirar quadres de Goya, Canaletto, Thomas Cole i El Greco.

## Col·lecció
Situat en un parc de 20.000 m2 delimitat per Monroe Street, West Woodruff Avenue, Scottwood Avenue i Parkwood Avenue respectivament, davant de l'edifici principal del Museu, al sud d'una àrea residencial de caràcter victorià i respectant en tot moment una densa plantació de roures centenaris, se situa el Pavelló de Vidre del Museu d'Art de Toledo.
Sota l'aparença d'un senzill volum s'amaguen 7.000 m2 de superfície distribuïts en dos pisos que alberguen a la planta baixa (concebuda com un espai diàfan) l'àrea d'exposicions i en el nivell inferior lleugerament soterrat i ocupant pràcticament la meitat de la seva superfície, el taller didàctic de fosa de vidre i bufat obert al públic. Basada en una retícula de formes rectangulars, la planta ha evolucionat fins a la configuració actual en què les sales d'exposició s'allotgen en recintes autònoms de vidre de forma arrodonida envoltats per una segona pell del mateix material. En els panells s'ha reemplaçat el vidre temperat (lleugerament verdós) per un vidre incolor que permet filtrar a l'interior les vistes del paisatge incorporant-les al recorregut pel museu.